# Rote Swastika

Rote Swastika

Die Rote Swastika bzw. Rote-Swastika-Gesellschaft (世界紅卍字會 / 世界红卍字会,  Shìjiè hóngwànzì huì,  Shih-Chieh Hung-Wan-Tzu Hui, englisch The World Red Swastika Society) ist eine nach einer roten Swastika benannte, ursprünglich chinesische religiöse Hilfsorganisation, vergleichbar mit dem Roten Kreuz.
Sie begann ihre Arbeit mit Armenhäusern und Suppenküchen. Heute ist sie über viele asiatische Länder bis nach Europa verbreitet.
Sie wurde im Jahr 1921 in Peking gegründet unter dem Motto “促进世界和平，救济灾患” (Fördert den Weltfrieden, helft den Notleidenden), zu ihren Gründungsmitgliedern zählten Qian Nengxun 钱能训, Du Bingyin 杜秉寅, Li Jiabai 李佳白 u. a. 
Beim Massaker von Nanjing beerdigte sie die Toten.
Obwohl die Red Swastika Society während der maoistischen Herrschaft auf dem chinesischen Festland offenbar unterdrückt wurde, ist sie bis heute eine religiöse Organisation, die sich auf Wohltätigkeit konzentriert. Es verfügt über Niederlassungen in Gebieten der chinesischen Diaspora und hat seinen Hauptsitz in Taiwan. Neben der Wohltätigkeitsarbeit betreibt die Red Swastika zwei Schulen in Hongkong (Tuen Mun und Tai Po) und eine in Singapur (Red Swastika School).